# Синдром іноземного акценту
Синдром іноземного акценту — рідкісний медичний стан, при якому пацієнти розвивають мовні моделі, що сприймаються як іноземний акцент, який відрізняється від їхнього акценту рідної мови, не отримавши його в місці походження сприйнятого акценту.
Синдром іноземного акценту зазвичай виникає внаслідок інсульту, але також може розвинутися внаслідок травми голови, мігрені або проблем розвитку. Вперше повідомили про цю хворобу в 1907 році, а між 1941 і 2009 роками було зареєстровано 62 випадки захворювання.
Його симптоми виникають внаслідок деформації планування артикуляції та процесів координації, і, хоча популярні статті новин часто намагаються визначити найближчий регіональний акцент, мовці, які страждають синдромом іноземного акценту, не набувають ні специфічного іноземного акценту, ні додаткового вільного володіння іноземною мовою. Незважаючи на непідтверджену новину в 2010 році про те, що хорватський мовець отримав можливість вільно володіти німецькою мовою після виходу з коми, не було підтвердженого випадку, коли пацієнт покращив свої навички володіння іноземною мовою після травми головного мозку.

## Ознаки та симптоми
Для непрофесійного вуха, люди з цим синдромом звучать так, ніби вони говорять рідною мовою з іноземним акцентом; наприклад, американський носій англійської мови може звучати так, ніби він говорив з південно-східним Англійським акцентом, або носій англійської мови з Британії може говорити з Американським акцентом. Проте дослідники Оксфордського університету виявили, що у деяких випадках синдрому іноземного акценту в пацієнта були пошкоджені специфічні ділянки мозку, що вказує на те, що окремі частини мозку контролюють різні лінгвістичні функції, і їх пошкодження може спричинити зміну висоти та / або неправильну вимову складів, що спричиняє спотворення манери мовлення. [джерело?] Всупереч популярним уявленням, що особи із синдромом іноземного акценту демонструють свій акцент без будь-яких зусиль, ці люди відчувають, що вони страждають від порушення мови. Зовсім недавно існувало безліч свідчень того, що мозочок, який контролює моторну функцію, може бути ключовим чинником у ряді випадків синдрому іноземного акценту, посилюючи уявлення про те, що зміна манери мовлення є механічною і, таким чином, не специфічною.
Сприйняття іноземного акценту, ймовірно, стане випадком парейдолії зі сторони слухача. Нік Міллер, професор кабінету порушення мови при Університеті Ньюкасл, пояснив: «Поняття, що хворі говорять іноземною мовою, — це те, що на слуху слухача, а не рот мовця. Це просто, що ритм мови і вимова змінилися».
Британський співак Джордж Майкл у 2012 році оголосив, що після того, як він вийшов з коми, яка тривала три тижні, він тимчасово мав акцент Західної Англії.

## Діагностика
Оскільки цей синдром дуже рідкісний, він потребує міждисциплінарної команди спеціалістів для оцінки синдрому та його діагностики, включаючи логопедів, нейролінгвістів, неврологів, нейропсихологів та психологів. У 2010 році Verhoeven та Mariën визначили кілька підтипів синдрому іноземного акценту. Вони описали нейрогенний, еволюційний, психогенний та змішаний варіант. Нейрогенний синдром іноземного акценту — це термін, який використовується, коли синдром виникає після пошкодження центральної нервової системи. Термін «еволюційний синдром іноземного акценту» вживається, коли акцент є відчутним з раннього віку, наприклад, діти, які завжди говорили з акцентом. Термін «психогенний синдром іноземного акценту» застосовується, коли синдром психологічно індукується, пов'язаний із психічним розладом або явними психічними ознаками. Термін «змішаний синдром іноземного акценту» вживається, коли у пацієнтів розвивається порушення після неврологічного пошкодження, але зміна акценту має такий глибокий вплив на самоповагу та ідентичність, що вони змінять або покращують акцент, щоб зробити його придатним для нової людини. Отже, існує і психологічна складова.
Діагноз досі[коли?] загалом є суто перцептивним. Проте необхідні додаткові дослідження для того, щоб з'ясувати яким підтипом синдрому страждає пацієнт. Ця диференціація необхідна для того, щоб лікар надав правильне терапевтичне лікування. Психологічні обстеження можуть проводитися для того, щоб виключити будь-які психічні захворювання, які можуть спричинити зміну мови, а також тести на оцінку читання, письма та розуміння мови з метою виявлення супутніх порушень, які часто збігаються з розладом. Одним із симптомів цього синдрому є те, що пацієнт рухає свій язик або щелепу по-різному під час розмови, що створює інший звук, тому для аналізу здійснюється запис мовної моделі. Часто зображення мозку отримують за допомогою МРТ, КТ, СПЕКТ або ПЕТ-сканування. Це робиться для того, щоб з'ясувати, чи є структурні та/або функціональні пошкодження в частинах мозку, які контролюють мову та/або ритм і мелодію мови. ЕЕГ іноді проводиться для дослідження того, чи існують порушення на електрофізіологічному рівні.

## Історія
Цей стан було вперше описано в 1907 році французьким неврологом П'єром Марі, а про інший ранній випадок було повідомлено в чеському дослідженні 1919 року Інші відомі випадки синдрому включали те, що відбулося в Норвегії в 1941 році після того, як молода жінка Астрид Л. перенесла травму голови від уламків під час повітряного нальоту. Після того, як вона, очевидно, одужала після травми, їй залишилося те, що звучало як сильний німецький акцент, і її уникали колеги-норвежці.

## Суспільство і культура
Випадки синдрому іноземного акценту часто отримують значне інформаційне висвітлення, а в популярних засобах масової інформації повідомляються випадки, пов'язані з різними причинами, включаючи інсульт, алергічну реакцію фізичну травму, і мігрень. Жінку з синдромом іноземного акценту представили як у програмі Inside Edition, так і в Discovery Health Channel's Mystery ER у жовтні 2008 року, і у вересні 2013 року британська телерадіомовна корпорація the BBC опублікувала документальний фільм, який тривав годину, про Сару Конвіль, жінку з Девона, чий «Китайський» іноземний акцент спричинила сильна мігрень. У 2016 році жінці з Техасу Лізі Аламії діагностували синдром іноземного акценту, коли після хірургії щелепи у неї розвинулося те, що звучало як Британський акцент. В Еллен Спенсер, жінки з Індіани, яка має синдром іноземного акценту, взяли інтерв'ю на американському публічному радіошоу «Snap Judgment».
У 2 сезоні 12 епізоді американського серіалу Hart of Dixie одна сюжетна лінія обертається навколо персонажа Аннабет Насс та подобаного нею чоловіка на ім'я Олівер, що має синдром іноземного акценту.
Також у телевізійному шоу Scream Queens одна пацієнтка має синдром, який потім стає дуже заразним для однієї з трьох основних персонажів шоу. [джерело?]